# Toropsis bella
Toropsis bella är en insektsart som beskrevs av Evans 1971. Toropsis bella ingår i släktet Toropsis och familjen dvärgstritar. Inga underarter finns listade i Catalogue of Life.